# Sécurité sociale au Luxembourg
Pour les autres articles nationaux ou selon les autres juridictions, voir sécurité sociale.
Au Luxembourg, la Sécurité sociale désigne un ensemble de dispositifs et d'institutions majoritairement privées qui ont pour fonction de protéger les individus des conséquences d'événements ou de situations diverses.

## Histoire
La sécurité sociale luxembourgeoise a vu le jour en 1901,.
Le système a été réorganisé au 1er janvier 2009 en ce qui concerne le régime général avec la création de la Caisse nationale de santé (CNS) qui a remplacé l'Union des caisses de maladie (UCM) et les six caisses de maladie du secteur privé : la Caisse de maladie des ouvriers (CMO), la Caisse de maladie des employés privés (CMEP), la Caisse de maladie des ouvriers de l'ARBED (CMOA), la Caisse de maladie des employés de l'ARBED (CMEA), la Caisse de maladie des professions indépendantes (CMPI) et la Caisse de maladie agricole (CMA). À la même date, la Caisse nationale d'assurance pension (CNAP) a succédé aux quatre caisses de pension du régime général : l'Établissement d'assurance contre la vieillesse et l'invalidité (AVI), la Caisse de pension des artisans, des commerçants et industriels (CPACI), la Caisse de pension des employés privés (CPEP) et la Caisse de pension agricole (CPAG).
La mise en place du statut unique pour le secteur privé supprime la distinction de régimes entre les ouvriers et les employés au profit du régime unique dit des salariés.

## Assujettissement et affiliation à un régime
La sécurité sociale est obligatoire au Luxembourg, toute personne y travaillant doit obligatoirement être affiliée en fonction de son poste à l'une des caisses de sécurité sociale, et ce auprès du centre commun de la Sécurité sociale qui est chargé de l'affiliation et de la collecte des cotisations.

## Fonctionnement
Le régime de sécurité sociale luxembourgeois est constitué de nombreuses branches :
- maladie ;
- maternité ;
- accidents du travail ;
- maladies professionnelles ;
- vieillesse ;
- invalidité ;
- survie ;
- prestations familiales ;
- chômage ;
- dépendance ;
- préretraite ;
- Revenu d'inclusion sociale (Revis), qui a remplacé le revenu minimum garanti (RMG).

La gestion du système est faite par des établissements publics, gérés par les partenaires sociaux, et est contrôlé par le ministère de la Sécurité sociale et l'inspection générale de la Sécurité sociale.
Le système est financé par les cotisations des assurés, payées au centre commun de la Sécurité sociale, et les contributions des pouvoirs publics.

## Caisses de sécurité sociale

### Caisses de maladie
Il existe quatre caisses de maladie au Luxembourg. Il y a une caisse unique pour le secteur privé depuis 2009, la caisse nationale de santé (CNS) et trois caisses pour le secteur public : la caisse de maladie des fonctionnaires et employés publics (CMFEP), la caisse de maladie des fonctionnaires et employés communaux (CMFEC) et l'Entraide médicale de la société nationale des chemins de fer luxembourgeois.
Enfin, les employeurs ont l'obligation d'adhérer à la Mutualité des employeurs, chargée de les protéger des charges supplémentaires dues au paiement des arrêts maladie.

### Caisses de pension
Il existe une caisse de pension unique pour le régime général, la Caisse nationale d'assurance pension (CNAP) et des régimes spéciaux pour les fonctionnaires de l'État et des communes ainsi que pour les agents de la Société nationale des chemins de fer luxembourgeois : le Centre de gestion du personnel et de l'organisation de l'État, la Caisse de prévoyance des fonctionnaires et employés communaux et la Division du personnel retraité de la Société nationale des chemins de fer luxembourgeois.

### Prestations familiales
Les prestations liées aux familles sont gérées par la Caisse pour l'avenir des enfants.

## Voies de recours
Si un affilié au système estime que les décisions prises par les organismes de sécurité sociale le concernant ne sont pas justes, il peut faire appel à l'une des deux juridictions sociales chargées de traiter ces affaires : le Conseil arbitral de la sécurité sociale et le Conseil supérieur de la sécurité sociale.